# Adriano Jagušić
Adriano Jagušić, né le 6 septembre 2005 à Koprivnica en Croatie, est un footballeur croate qui évolue au poste de milieu offensif au NK Slaven Belupo.

## Biographie

### En club
Né à Koprivnica en Croatie, Adriano Jagušić est notamment formé par le NK Slaven Belupo et le Dinamo Zagreb avant de retourner au Slaven Belupo. Il joue son premier match en professionnel avec ce club, le 13 août 2023, lors d'une rencontre de première division croate face au HNK Hajduk Split. Il entre en jeu à la place de Ante Crnac et son équipe est battue par trois buts à zéro. Il marque son premier but en professionnel contre le Dinamo Zagreb le 18 mai 2024, en championnat. Malgré son but, son équipe est battue par trois buts à deux.
Le 23 janvier 2025, il prolonge son contrat avec le Slaven Belupo jusqu'en juin 2027. Le 1er mars 2025, Jagušić se fait remarquer en marquant le but vainqueur de son équipe après être entrée en jeu, d'une volée de 20 mètres contre le NK Osijek, en championnat (1-2 score final),.

### En sélection
Adriano Jagušić joue son première match avec l'équipe de Croatie espoirs le 19 mars 2025, face à l'Australie. Il est titularisé et son équipe est battue par deux buts à un.